# Guttenberg (Iowa)
Pour les articles homonymes, voir Guttenberg.
Guttenberg est une ville du comté de Clayton dans l'Iowa, aux États-Unis.

## Patrimoine
- Église Sainte-Marie, inscrite au Registre national des lieux historiques